# Disasterpeace
Ричард Вриленд (англ. Richard Vreeland; род. 29 июня 1986, Статен-Айленд, Нью-Йорк), больше известный под псевдонимом Disasterpeace — американский композитор и музыкант. Известен своими работами в фильмах и компьютерных играх: «Оно», Fez, Hyper Light Drifter и других. Изначально прославившись своими работами в жанре чиптюн, в своих более поздних работах он ушёл в сторону электронной музыки, иногда используя элементы чиптюна.

## Биография
Ричард Вриленд родился 29 июня 1986 года. Он вырос на Стэтен-Айленде, в семье музыкантов: его мать и сестра были певицами, а отчим — музыкальным руководителем в церкви. В детстве он начал учиться играть на гитаре и принимал участие в репетициях музыкальной группы отчима. Во время учёбы в школе его основным интересом был графический дизайн — он создавал различные сайты и логотипы. Однако вскоре он решил посвятить себя музыке. Вдохновлённый творчеством групп Rage Against the Machine и Tool, он увлёкся игрой на гитаре, пока не заинтересовался электронной музыкой и музыкой из компьютерных игр.

Логотип Disasterpeace

В 2004 году Вриленд взял псевдоним Disasterpeace. По словам самого музыканта, данный псевдоним является игрой слов от слова masterpiece (в переводе с англ. — «шедевр»), с использованием слов disaster (в переводе с англ. — «бедствие, катастрофа») и peace (в переводе с англ. — «мир, спокойствие»). В декабре 2004 года он выпустил свой первый альбом, History of the Vreeland, состоящий из различных демозаписей, созданных в том же году. После публикации данных демозаписей его пригласили принять участие в создании музыки для нескольких мобильных игр.
В октябре 2005 года Disasterpeace выпустил альбом The Chronicles Of Jammage The Jam Mage. Через год, в октябре 2006 года, музыкант выпустил третий альбом, Atebite and the Warring Nations. В марте 2007 года он выпустил альбом Level, а в августе — совместный с Spamtron альбом NEUTRALITE.
В это же время Вриленд окончил Музыкальный колледж Беркли, после чего смог попасть на практику в Singapore-MIT Game Lab, где в 2008—2009 годах, работая над саундтреками к играм Woosh и Waker, он получил опыт в создании музыки к играм. После этого он занялся созданием саундтреков. Одними из первых стали саундтрек к Flash-игре Cat Astro Phi, а также саундтреки к играм Nelson Tethers: Puzzle Agent и Puzzle Agent 2.
Осенью 2010 года Рено Бедар (фр. Renaud Bédard), программист, работавший над Fez, пригласил Вриленда написать для неё саундтрек. По словам Бедара, он был большим фанатом творчества Disasterpeace. При работе над саундтреком Вриленд ушёл от чиптюна в сторону электронной музыки с элементами чиптюна. Всего Disasterpeace работал над ним в течение примерно 13 месяцев, параллельно работая над саундтреком к игре Shoot Many Robots. Саундтрек к Fez был положительно воспринят критиками, которые отметили его звучание и сравнивали его с творчеством Вангелиса. В 2013 году Disasterpeace выпустил два альбома с ремиксами композиций из саундтрека: FZ: Side F и FZ: Side Z. В ноябре 2015 года саундтрек был выпущен на виниловых пластинках.
В январе 2011 года Disasterpeace выпустил альбом Rise of the Obsidian Interstellar. В 2013—2014 годах Disasterpeace продолжил создание саундтреков к различным играм, среди которых Bit.Trip Presents… Runner2: Future Legend of Rhythm Alien, The Floor Is Jelly, Famaze и Monsters Ate My Birthday Cake. Он также написал саундтрек к короткометражному фильму Somewhere.
В 2014 году Вриленд впервые принял участие в работе над полнометражным фильмом, написав саундтрек к фильму It Follows (известен в российском прокате как «Оно»). Режиссёр картины, Дэвид Роберт Митчелл (англ. David Robert Mitchell), узнал о Disasterpeace, послушав его саундтрек к Fez. По словам Вриленда, ему нужно было успеть написать саундтрек за три недели до Каннского кинофестиваля, поэтому он создал временную версию. Однако после фестиваля, когда пришло время делать финальную версию, оказалось, что Митчелл привык к временной версии. Вриленду пришлось писать финальную версию, основываясь на временной. Критики положительно восприняли данный саундтрек, сравнив его с работами Джона Карпентера в фильмах «Хэллоуин» и «Нападение на 13-й участок». Журнал Entertainment Weekly назвал данный саундтрек «жутким и увлекательным одновременно». Сайт Consequence of Sound назвал его «самым отличительным и запоминающимся саундтреком года», а самого Disasterpeace — «лучшим композитором 2015 года».
В 2015 году Disasterpeace создал саундтреки к играм Gunhouse и Mini Metro. В 2016 году вышла игра Hyper Light Drifter, саундтрек для которой также написал Disasterpeace. Работа над ним велась с 2014 года. Саундтрек был положительно отмечен критиками. Eurogamer заявил, что «саундтрек Disasterpeace, как обычно, является настоящим наслаждением, плавно преобразующимся то в творчество Вангелиса, то в творчество Бадаламенти, а иногда и готовое перейти в зловещее гудение из серверной комнаты». Wired назвал его «мрачным, раздражающе эмоциональным» и «мастерским».
Композитор также принял участие в разработке компьютерной игры Mini Motorways, вышедшей в 2019 году.

## Дискография
| Сольные альбомы | Сольные альбомы                        | Сольные альбомы       |
| Год             | Название                               | Примечание            |
| --------------- | -------------------------------------- | --------------------- |
| 2004            | History of the Vreeland                | Без лейбла            |
| 2005            | The Chronicles Of Jammage The Jam Mage | Без лейбла            |
| 2006            | Atebite And The Warring Nations        |                       |
| 2007            | Level                                  |                       |
| 2007            | NEUTRALITE                             | Совместно со Spamtron |
| 2011            | Rise Of The Obsidian Interstellar      |                       |

| Сборники | Сборники                  | Сборники             |
| Год      | Название                  | Примечание           |
| -------- | ------------------------- | -------------------- |
| 2006     | Daniel, Matthew & Richard | Без лейбла           |
| 2006     | Cereal Code EP            |                      |
| 2007     | Under the Influence       | Без лейбла           |
| 2007     | Noon Kids                 | Би-сайды, без лейбла |
| 2007     | Limeade Grin              | Без лейбла           |
| 2009     | Bright-Coves              | Промозапись          |
| 2010     | Midnight Orphans          | Би-сайды, без лейбла |
| 2011     | Deorbit                   | Би-сайды, без лейбла |
| 2013     | Strays                    | Би-сайды, без лейбла |
| 2016     | Mud Water EP              |                      |

| Саундтреки | Саундтреки                                                | Саундтреки                          |
| Год        | Название                                                  | Примечание                          |
| ---------- | --------------------------------------------------------- | ----------------------------------- |
| 2008       | Woosh                                                     | Компьютерная игра                   |
| 2008       | Rescue: The Beagles                                       | Компьютерная игра                   |
| 2009       | High Strangeness                                          | Компьютерная игра                   |
| 2009       | Waker                                                     | Компьютерная игра                   |
| 2010       | Astral Puzzle Meltdown                                    | Компьютерная игра                   |
| 2010       | Nelson Tethers: Puzzle Agent                              | Компьютерная игра                   |
| 2010       | Passcode: Soul of the Traveler                            | Короткометражный анимационный фильм |
| 2010       | Cat Astro Phi                                             | Компьютерная игра                   |
| 2011       | 360° Sharks                                               | Компьютерная игра                   |
| 2011       | ZONR                                                      | Компьютерная игра                   |
| 2011       | Puzzle Agent 2                                            | Компьютерная игра                   |
| 2012       | Shoot Many Robots                                         | Компьютерная игра                   |
| 2012       | Fez                                                       | Компьютерная игра                   |
| 2013       | Bit.Trip Presents… Runner2: Future Legend of Rhythm Alien | Компьютерная игра                   |
| 2013       | January                                                   | Компьютерная игра                   |
| 2013       | Famaze                                                    | Компьютерная игра                   |
| 2013       | Apoc Wars                                                 | Компьютерная игра                   |
| 2013       | Somewhere                                                 | Короткометражный фильм              |
| 2013       | FZ: Side F                                                | Ремикс-альбом к Fez                 |
| 2013       | FZ: Side Z                                                | Ремикс-альбом к Fez                 |
| 2014       | The Floor Is Jelly                                        | Компьютерная игра                   |
| 2014       | Canon Brawl                                               | Компьютерная игра                   |
| 2014       | Monsters Ate My Birthday Cake                             | Компьютерная игра                   |
| 2015       | It Follows («Оно»)                                        | Фильм                               |
| 2015       | Loop Ring Chop Drink                                      | Короткометражный фильм              |
| 2015       | Gunhouse                                                  | Компьютерная игра                   |
| 2015       | Mini Metro                                                | Компьютерная игра                   |
| 2016       | Hyper Light Drifter                                       | Компьютерная игра                   |
| 2019       | Triple Frontier («Тройная граница»)                       | Фильм                               |
| 2019       | Mini Motorways                                            | Компьютерная игра                   |
| 2021       | Solar Ash                                                 | Компьютерная игра                   |

## Награды
| Год  | Награда                                  | Номинант       |
| ---- | ---------------------------------------- | -------------- |
| 2012 | Seumas McNally Grand Prize               | Fez            |
| 2014 | 25 New Faces of 2014 of Independent Film | Ричард Вирленд |